# Misterbianco
Misterbianco település Olaszországban, Szicília régióban, Catania megyében. Lakosainak száma 49 017 fő (2023. január 1.). Misterbianco Camporotondo Etneo, Motta Sant’Anastasia, Catania, San Pietro Clarenza és Belpasso községekkel határos.

## Népesség
A település lakossága az elmúlt években az alábbi módon változott:
| Lakosok száma | 49 634 | 49 992 | 49 017 |
|               | 2017   | 2018   | 2023   |